# Saliceto (Alta Córsega)
Saliceto é uma comuna francesa na região administrativa de Córsega, no departamento da Alta Córsega. Estende-se por uma área de 12,54 km². 